# Убийствено интервю
„Убийствено интервю“, срещан и като „Интервюто“ (на английски: The Interview) е американски пълнометражен игрален филм от 2014 г.; втора съвместна работа на режисьорското дуо Сет Роугън и Евън Голдбърг, след „Това е краят“. В лентата участват Роугън и Джеймс Франко.
Филмът предизвиква политически скандал поради сюжета му, който осмива лидера на Северна Корея – Ким Чен Ун. Историята се развива около двама американски журналисти (Сет Роугън и Джеймс Франко), които са инструктирани от ЦРУ да убият корейския лидер по време на интервю с него.
Поради политическата тематика на филма компанията Sony Pictures Entertainment попада под хакерска атака, която прави общодостъпни множество компрометиращи компанията имейл кореспонденции и друга информация. Освен това компанията получава заплахи да не пуска филма по кината, като в противен случай ще бъдат организирани терористични атаки. В резултат на заплахите на 17 декември 2014 Sony обявява, че няма да пуска филма по кината и освен това няма да бъде достъпен за гледане по никакъв начин в САЩ. Шест дни по-късно обаче компанията обявява, че филмът ще има премиера в ограничен брой кина.

## Синопсис
Внимание:  Текстът по-долу разкрива сюжета на произведението (или части от него)!
Докато медиите в САЩ предупреждават за реална заплаха от страна на Северна Корея, популярното светско вечерно шоу „Тази вечер със Скайларк“, отпразнува своя 1000 епизод. Алън Рапопорт обаче е изморен от пикантните клюки и иска да прави сериозна журналистика. Дейв Скайларк открива в Таймс статия за Ким Чен Ун, в която се споменява, че корейския лидер е голям фен на шоуто им и предлага на Рапопорт да вземат интервю от него. Продуцентът успява да се свърже със Северна Корея. След което заминава за Североизточен Китай, за да получи инструкции от Сук-Йин Парк, относно срещата между Ким Чен Ун и Скайларк. Водещият с охота се съгласява да вземат интервю от диктатора.
Скайларк и Рапопорт се приготвят да отпътуват за Пхенян, когато агент Лейси от ЦРУ се среща с тях. Разузнавачите искат от тях да ликвидират Ким Чен Ун, като вкарат отрова в тялото му, чрез здрависване. ЦРУ назначава двамата за техни новобранци, като ги подлага на кратко обучение. Дава им кодиране имена и приспособления за връзка с тях, както и чанта където да крият рицина – смъртоносната отрова. Скаларк е нодоволен от сака, който смята за безвкусен, и премества отровата в пакетче на дъвки.
Двамата репортери пристигат в Северна Корея. Откарани са в резиденцията на върховния лидер. Преди да влязат в дома на Ким Чен Ун, Скайларк и Рапопорт са претъсрени и един офицер опитва от отровните дъвки. Свързват се с Лейси, за да съобщат за изгубения рицин. От Осака, Южна Корея, доставят нова отрова за Америка, а от Невада изстрелват ракетната пратка за Северна Корея. Малката ракета убива един тигър, точно преди да разкъса Рапопорт. Той скрива пратката в ануса си и охраната не успява да я открие.
Скайларк прекарва един ден с Ким Чен Ун, с който се возят на танк, играят баскетбол, пушат марихуана и се забавляват с леки жени. Водещият разбира, че лидерът на Северна Корея е далеч от образа на безскруполния диктатор, създадено му от американските медии. Скайларк почва да се колебае за мисията и между него и Рапопорт изниква противоречие.
Офицерът, опитал от рицина, умира, и в пердсмъртните си гърчове убива свой колега. Ким Чен Ун изпада в немилост. Тогава Скайларк вижда истинската същност на корейския водач и споделя терзанията си в стаята на Рапопорт, без да забележи Сук, скрила се в леглото на продуцента, след като двамата са се канили да правят секс. Таящата омраза към лидера, пропагандаторка, се включва в плана им. Вместо да убият диктатора, тя предлага да го унижат пред народа на Северна Корея, считащ го за Бог, чрез интервюто.
Преди започването на снимките, Ким Чен Ун отново се опитва да манипулира Скайларк. Отначало водещият задава от въпросите, подготвени лично от лидера. После обаче извърта нещата и започва с неудобните запитвания. На Сук и Рапопорт им се налага да убият един от корейския телевизионен екип, както и няколко военни, за да продължи излъчването. Скайларк успява да разплаче Ким Чен Ун в ефир. Диктаторът не издържа и прострелва водещия с пистолет, скрит в чорапите му. След като лидерът си тръгва, Скайларк показва бронежилетката, под костюма си, на камерите.
Рапопорт, Сук и водещият се измъкват от резиденцията, но са приклещени от армията на Ким Чен Ун. Чрез личния танк на диктатора, по идея на Скайларс, те си проправят път през милитаризираните сили. Корейския лидер, качен на хеликоптер, почва да стреля по тях. Скайларк изстрелва снаряд и сваля хеликоптера. Водещият и продуцента, инструктирани от Сук, преминават през таен тунел и излизат на място, където ги чакат американски морски тюлени, предрешени като корейски войници.
Скайларк пише книга за преживелиците си в Северна Корея, които са предизвикали революция, довела до падането на комунизма и установяването на демокрацията.

## Актьорски състав
| Актьор          | Персонаж      | Име в оригинал | Кратко описание                              |
| --------------- | ------------- | -------------- | -------------------------------------------- |
| Джеймс Франко   | Дейв Скайларк | Dave Skylark   | Банален телевиозионен токшоу водещ.          |
| Сет Роугън      | Арън Рапопорт | Aaron Rapaport | Телевизионен продуцент на шоуто на Скайларк. |
| Рандъл Парк     | Ким Чен Ун    | Kim Jong-un    | Лидер на Северна Корея.                      |
| Лизи Каплан     | Лейси         | Lacey          | Сексапилен агент на ЦРУ                      |
| Даяна Банг      | Сук-Йин Парк  | Sook-in Park   | Секретар на комуникациите.                   |
| Тимъти Симънс   | Малкълми      | Malcolm        | Човек от екипа на шоуто.                     |
| Рийз Александър | Ботуин        | Botwin         | Чернокож агент на ЦРУ.                       |
| Андерс Холм     | Джейк         | Jake           | Старши продуцент на „60 минути“.             |
| Джеймс Ю        | Кох           | Koh            | Корейски офицер.                             |
| Пол Бае         | Ю             | Yu             | Корейски офицер.                             |
| Чарлс Рахи Чан  | Йонг          | Jong           | Генерал.                                     |